# Sismo de Nueva Concepción de 2022
O Sismo de Nueva Concepción de 2022 ocorreu no início da manhã de 16 de fevereiro de 2022 nas regiões do sul da Guatemala. O terremoto mediu uma magnitude de momento de 6,2 e atingiu um pico de intensidade de V (forte) na escala de intensidade de Mercalli Modificada. Os danos foram generalizados, mas leves dentro e ao redor da capital, Cidade da Guatemala, resultando principalmente em paredes rachadas e deslizamentos de rochas.

## Configuração tectônicas
O litoral da Guatemala fica acima do limite convergente onde a Placa Cocos está sendo subduzida sob a Placa Norte-Americana e Placa do Caribe ao longo da linha da Fossa da América Central. Os terremotos associados a este limite de placa incluem o terremoto de 7,4 Mw em 2012 na Guatemala que rompeu a interface da placa e o terremoto de 6,9 Mw em 2014 na fronteira México-Guatemala causado por falha na subducção da Placa de Cocos. Na parte norte do país encontram-se a falha de Motagua e a falha de Polochic, que juntas acomodam o movimento de deslizamento lateral esquerdo na fronteira de transformação entre as placas norte-americana e caribenha. A falha de Motagua causou muitos terremotos destrutivos no norte da Guatemala, mais notavelmente o terremoto de 1976 na Guatemala com uma magnitude de 7,5 Mw.

## Sismo
O terremoto teve uma magnitude preliminar de 6,8 de acordo com as agências sismológicas locais, mas foi posteriormente revisado para 6,2 na escala de magnitude do momento pelo Serviço Geológico dos Estados Unidos (USGS). O sismo atingiu um pico de intensidade de V (forte) na escala de Mercalli pelo USGS.
| Escala de Mercalli em locais selecionados | |                   |
| MMI                                       | Localidades | População exposta |
| V (forte)                                 | Nueva Concepción, Tiquisate, La Gomera, Rio Bravo, Patulul, Santo Domingo Suchitepequez, Cidade da Guatemala, Escuintla | 3,838 milhões     |
| IV (moderado)                             | Chimaltenango, Quetzaltenango, Santa Ana                                                                                | 14.550 milhões    |

## Danos e vítimas
O terremoto causou danos em sete departamentos do país. Ele danificou ou destruiu ao menos 39 casas e prédios dentro e ao redor da capital, Cidade da Guatemala, e causou vários deslizamentos de terra bloqueando estradas perto das montanhas. Três pessoas sofreram ataques cardíacos fatais, uma em Mixco, Quetzaltenango e Baja Verapaz, enquanto duas pessoas, incluindo um menor, sofreram ferimentos.